# Frimærkealbum
Et frimærkealbum er et album, ofte med løsblade for at muliggøre udvidelse, hvor en samling af frimærker kan opbevares og vises.
Frimærkealbum er nærmest universelle midler til at opbevare frimærker og anvendes både af nybegyndere og til samlinger i verdensklasse, og det er almindeligt at karakterisere størrelsen af en samling med antal albummer.
Sammensætningen af frimærker på en albumside afhænger som oftest af frimærkesamlerens personlige smag og formålet med samlingen. En samling bestående af "et af hvert" frimærke kan have rækker af frimærker opstillet på hver side, mens en specialists side kan have en halv snes eksempler af samme type frimærke, hver udstyret med en beskrivelse af trykningsdetaljer eller farvenuancer. Traditionelt blev albumsider skabt med pen og blæk, men i de senere år er det blevet populært at skabe sidelayout ved hjælp af software og edb-printere.
Mange samlere køber fortrykte album og sider, som fremstilles af forskellige producenter. Udvalget af fortrykte frimærkealbum går fra album der dækker hele verden, med kun pladser nok til almindelige typer af frimærker og et par mere, til landealbum med plads til alle kendte typer af frimærker fra ét land. Det sædvanlige format er at udskrive et sort-hvidt billede af frimærket i hver plads, reduceret i størrelse, så det rigtige frimærke dækker det, og tilføje en tynd ramme rundt om billedet af frimærket. Billedtekster spænder fra minimal omtale af perforation eller vandmærke, op til et afsnit, der giver lidt baggrundsviden om frimærket. Albumsider er næsten altid en-sidede, to-sidede sider sparer plads, men kræver mellemlægsark for at forhindre frimærker at hænge fast i hinanden. Fortrykte frimærkealbum kommer i forskellige formater, hvor samleren kan montere et brugt frimærke med et frimærkehængsel, klæbe en færdigskåren indstikslomme på siden i det individuelle frimærkes størrelse, eller den nemmeste type der kaldes et "hængselløst album", hvor fortryksalbummets sider allerede indeholder lommer at indsætte frimærker i.
| Filateli | Spire Denne artikel relateret til filateli er en spire som bør udbygges. Du er velkommen til at hjælpe Wikipedia ved at udvide den. |